# Pápai Országzászló-emlékmű
A pápai Országzászló-emlékmű a Köztársaság liget Fő tér felőli bejáratánál áll, Keppel József pápai kőfaragó készítette Závory Zoltán tervei alapján. A kubista stílusú, robusztus szobor a korona nélküli kiscímer mögött álló, kardot tartó férfialakot formáz. Az erőteljes kompozíció az ezeréves Magyarország feltámadását és a nemzet egységét hirdeti.
Az országzászlót 1938. szeptember 18-án leplezték le Habsburg Albrecht királyi herceg jelenlétében. A kommunista hatalomátvétel után eltávolították és Szőllősi Endre Napozó című szobra került a helyére. Az emlékművet a rendszerváltás után állami támogatással állították vissza, Áder János, az Országgyűlés elnöke avatta újjá.